# 一定文八
一定 文八（いちじょう ぶんぱち、1823年10月15日（文政6年9月12日）- 1910年（明治43年）8月10日）は、江戸時代末期（幕末）、明治時代の農民。淳仁天皇の諡号ならびに野辺の宮・丘の松の修築保全運動を推進した。号は丘松樵夫、豊久とも名乗る。

## 経歴
以下、文八の伝記である『志士一定文八伝』の記述による。
1823年（文政6年）、現在の兵庫県南あわじ市市十一ケ所に父長兵衛の第4子として生まれる。6歳で父長兵衛を、7歳で母を亡くして以降は兄伊兵衛に育てられた。8歳の時に天然痘に罹患し、回復するものの右眼を失った。文八の一族は淳仁天皇が淡路国に配流された際に都から付き従い、淳仁天皇が当地で薨去した後は御陵に奉仕してきた一族の末裔だったと伝えられていた。しかしその淳仁天皇には諡も無く（当時は廃帝や淡路廃帝、大炊王と言われていた）、御陵として守ってきた丘の松は荒れ果てていた。
1846年（弘化3年）、この窮状を改善しようと江戸に出た。江戸には全く伝手はなかったが、偶然に徳島藩江戸屋敷詰の堀口藤三郎の家人になることができた。堀口家で9年間働いた後、茶商となると、当時の宇都宮藩主戸田越前守、藩老戸田忠至に協力を求める機会を得られたが、他藩出身の一茶商の訴えは聞き入れられることはなかった。淡路に多くの勤王の志士たちが集まってきていると聞いた文八は、彼らと協力するのが良いと考え、1861年（文久元年）に帰郷した。ただ、情熱が先走りすぎ、『狂人』と思われてしまい、またしても協力者を得ることに失敗した。
1863年（文久3年）3月、藩主蜂須賀斉裕が江戸から参勤交代の帰途、野辺の宮跡と丘の松を参拝することを聞いた文八は直訴することを決意し、これを成功させた。しかし捕えられて洲本藩庁に送られる。同年8月13日、突如釈放されると共に苗字帯刀を許され、御陵番人を命ぜられる。この陰には藩の中老、大津伊之助が有栖川宮熾仁親王に進言したことが影響しているらしい。1864年（元治元年）、斉裕によって野辺の宮跡と丘の松が整備されたが、御陵が賀集の森に治定されると、再び荒廃が進んだ。
1870年（明治3年）、淡路廃帝は弘文天皇（大友皇子）・仲恭天皇と共に明治天皇から「淳仁天皇」の諡号を賜られた。1885年（明治18年）、太政官へ出頭し野辺の宮跡と丘の松の復興を訴えたが、受理されなかった。その帰路、同郷の真野方郎を訪ねた文八は、彼から建白するべきとの助言を得た。帰郷後、野辺の宮跡と丘の松保護の請願書を提出したが、何の音沙汰もなかった。もはや一死をもって訴える他ないと覚悟した文八は、1888年（明治21年）5月30日、福良港より出港した船から鳴門海峡に入水自殺を図ったが、救助され、一命をとりとめた。1908年（明治41年）、丘の松は御陵墓伝説地に指定された。1910年（明治43年）、死去。

## 年譜
- 1823年（文政6年）、誕生
- 1846年（弘化3年）、江戸に出て、堀口藤三郎の家人となる。
- 1861年（文久元年）、淡路に帰郷。
- 1863年（文久3年）、藩主蜂須賀斉裕に直訴し、捕えられるが釈放され、苗字帯刀を許され、御陵番人を命ぜられる。
- 1870年（明治3年）、淡路廃帝は「淳仁天皇」と諡号された。
- 1885年（明治18年）、太政官に出頭し、野辺の宮跡と丘の松の復興をうったるが受理されなかった。
- 1888年（明治21年）、入水自殺を図る。
- 1908年（明治41年）、丘の松が御陵墓伝説地に指定される。
- 1910年（明治43年）、死去